# ليه جونز (لاعب كرة قدم أسترالية)
ليه جونز (بالإنجليزية: Les Jones)‏ هو لاعب كرة قدم أسترالية أسترالي، ولد في 1 أكتوبر 1922 في Chelsea, Victoria ‏ في أستراليا، وتوفي في 22 مايو 1989.

## وصلات خارجية
- ليه جونز على موقع AustralianFootball.com (الإنجليزية)
- ليه جونز على موقع AFLtables.com (الإنجليزية)